# 雙人網球
《雙人網球》，又稱《電腦網球》，是款模擬網球比賽的體育遊戲，同時是早期電子遊戲史中出現的首批電子遊戲。1958年，在布魯克黑文國家實驗室工作的美國物理學家威廉·希金伯泰得悉實驗室內的唐納30型模拟计算机能夠計算彈道導彈軌跡或有風阻的彈跳球，於是萌生了製作遊戲的想法，並打算在實驗室年度展覽上展出。他在幾個小時內設計了這款遊戲，並與技術人員羅伯特·沃夏克在三週內完成組裝。遊戲以示波器輸出畫面，從側面顯示網球場以及模擬網球的軌跡。與示波器連接的模擬計數機則接駁着兩個控制器，供玩家擊球和調整擊球角度。
在為期三天的展覽中，《雙人網球》甚受參觀者歡迎，試玩人士大排長龍，絕大部分是高中生。翌年，希金伯泰推出遊戲升級版，引入更大型的熒幕，以及增設不同級別的模擬重力。然而，遊戲在展覽過後便遭解體，消失在歷史長河之中。直至20世紀70年代末，至80年代初，當美格福斯就拉夫·亨利·貝爾的電子遊戲專利起訴他人，並要求希金伯泰出庭作証時，《雙人網球》才再次走進人們視線。從那時開始，它便被譽為首批電子遊戲之一，後來布魯克黑文國家實驗室更重新製作這部作品。縱使在遊戲設計或技術開發方面沒有創新，但它是款以娛樂為中心的遊戲，並非為了學術項目或技術展示目的而製成；因此，根據某些定義，它可能是世上首款電子遊戲。

## 開發

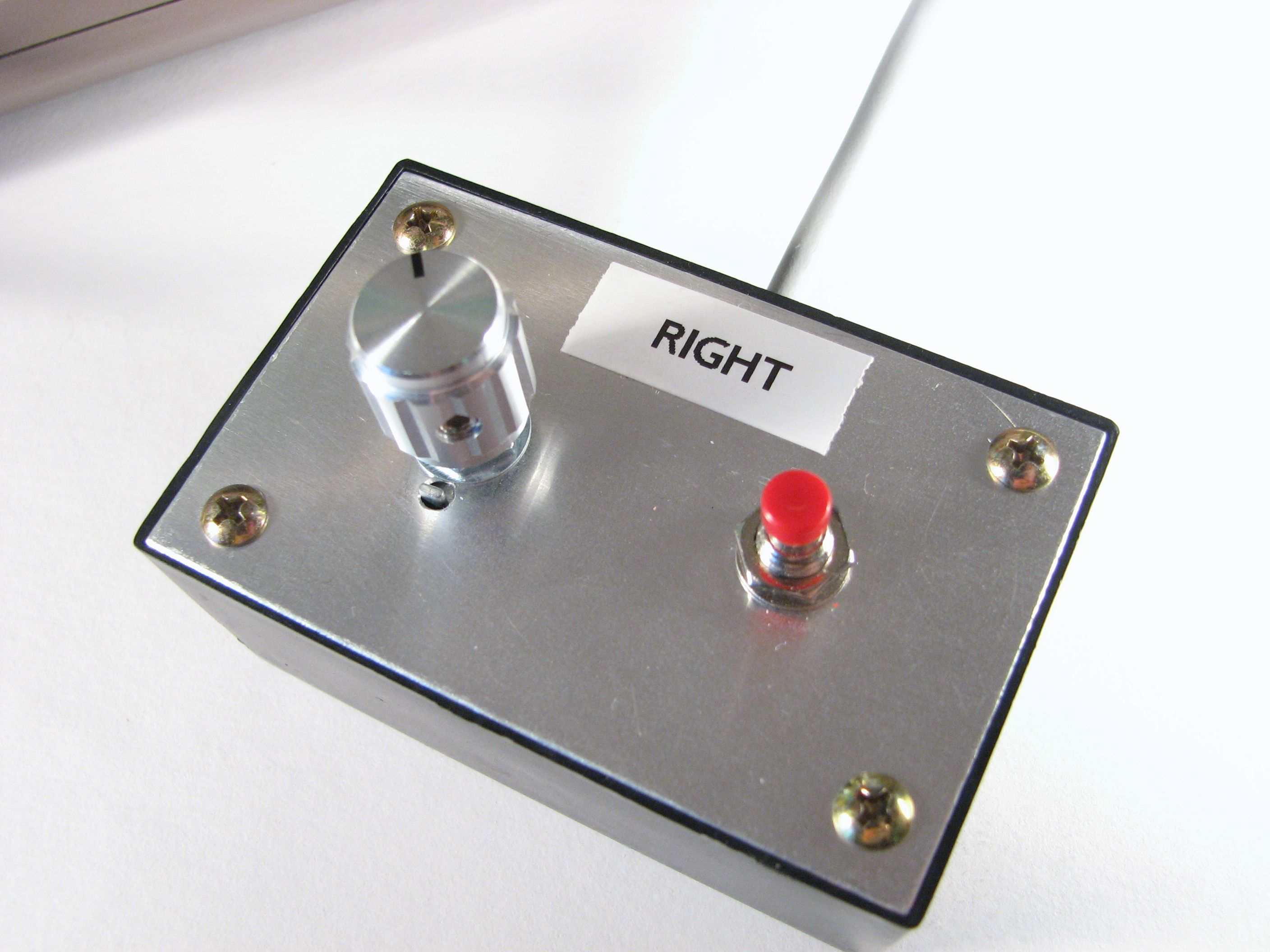
控制器的現代複製品

1958年，美國物理學家威廉·希金伯泰在位於紐約州布魯克黑文阿普頓的布魯克黑文國家實驗室出任儀器部門負責人。他擁有威廉姆斯学院的物理學學士學位，此前曾在康奈尔大学物理系擔任技術員，同時攻讀博士學位，可惜失敗。他在1943年至1945年間擔任曼哈顿计划電子分部負責人，並自1947年起工作於布魯克黑文國家實驗室，專門研究和平利用原子能。國家實驗室每年都會為公眾舉辦展覽，高中生、大學生、普羅大眾各有一日時間入內參觀。展覽主要由導賞團和靜態展品組成，亦有部份包含「動作」的展品。針對1958年的展覽，希金伯泰打算製作一個能夠娛樂參觀者的互動式展品。在閱讀唐納30型模拟计算机的說明書時，他得知該台機器能夠計算彈道導彈軌跡或有風阻的彈跳球，因而決定利用它來構建遊戲的基礎。後來回憶時，他指自己當時是想透過這台機器來讓實驗室充滿活力，讓人們可以玩遊戲，同時傳達「我們在科學上所作出的努力與社會息息相關」的信息。
希金伯泰設計了一款遊戲，以示波器從側面顯示網球場以及模擬網球的軌跡，與其連接的模擬計數機則計算出球的路徑，並在它落地時反轉路徑。遊戲還模擬了如果球未達足夠高的弧度就會撞到球網的情況，以及空氣阻力造成的速度變化。模擬計數機連接兩個鋁製控制器，控制器上設有個按鈕和一個旋鈕，玩家按下按鈕便可擊球，轉動旋鈕則可以控制擊球角度。起初，他考慮增設第二個旋鈕來控制擊球速度，但認為這會使控制器過於複雜而作罷。設備在幾個小時內完成設計，並在技術人員羅伯特·沃夏克（Robert V. Dvorak）的幫助下於三週內完成組裝。雖然電路裝置大多以真空管和继电器為基礎，但在示波器上顯示圖形的電路則採用晶体管。值得一提的是，當時電子工業亦開始以晶体管取代真空管。除去示波器和控制器，遊戲電路系統的體積相當於一台微波爐。

## 演示

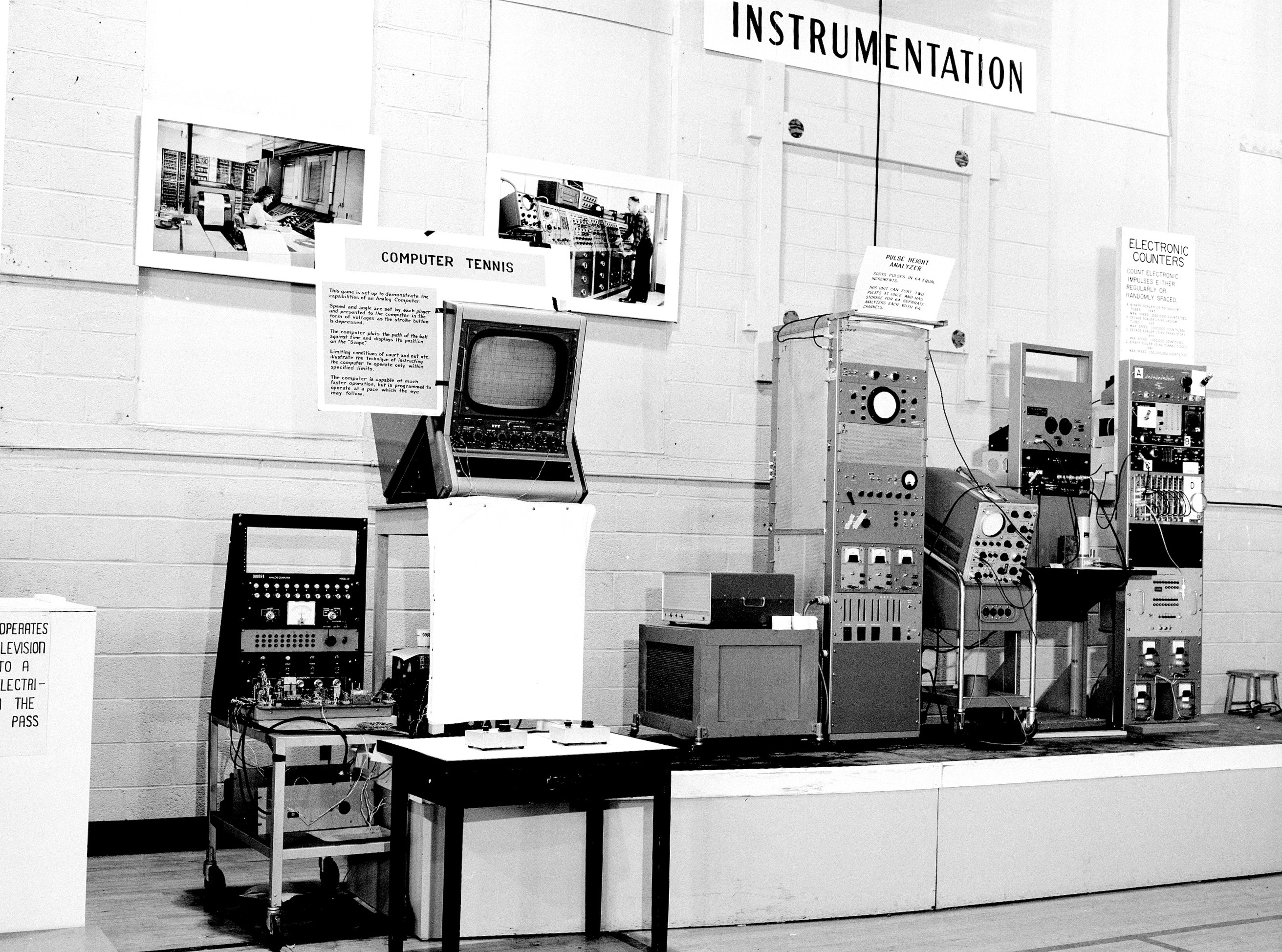
1959年展覽的《雙人網球》設置

《雙人網球》於1958年10月18日首次展出。遊戲以一條水平線代表網球場，中間的垂直短線則代表球網。第一位玩家需要按下控制器上的按鈕來發球，以光點呈現的網球可能會擊中球網、飛出界外或者到達另一邊球場。然後，另一名玩家可以在球回彈前後以控制器擊球。新遊戲亮相時，吸引了數以百計的參觀者排起長隊。希金伯泰後來更聲稱高中生最喜歡這款遊戲，「你無法將他們從它身邊拉開」。由於遊戲甚受歡迎，希金伯泰於翌年推出了升級版，引入更大型的熒幕，以及增設不同級別的模擬重力。玩家可以將遊戲設置為模擬月球或木星的重力水平。希金伯泰稱這款遊戲為《雙人網球》，但在1959年版本的招牌上遊戲名稱被標為《電腦網球》。1959年展覽過後，遊戲便被拆除，其組件則作其他用途。

## 影響
遊戲解體後，《雙人網球》便被大眾淡忘。直至20世紀70年代末至80年代初，當美格福斯就拉夫·亨利·貝爾的電子遊戲專利起訴他人，並要求希金伯泰出庭作証時，遊戲才再次走進人們視線。遊戲重現後，辯護律師試圖宣告該遊戲為現有技術，以使貝爾的電視遊戲專利無效，但未能成功。另一方面，人們則把注意力投放在這款誕生近20年、可能是世上首部電子遊戲的作品上。它分別在1982年和1983年成為雜誌《創新電腦》和《影像回放》（Video Replay）的話題，突出了它作為第一個電子遊戲的可能地位。《創新電腦》編輯大衛·阿爾曾於1958年展覽中玩過《雙人網球》，他稱希金伯泰為「電子遊戲之父」。希金伯泰認為《雙人網球》是唐納30型彈跳球計劃的明顯延伸，因此不值得申請專利，或者把功勞歸於自己，反而更希望大眾能銘記自己在二戰後為核不擴散所作出的努力。

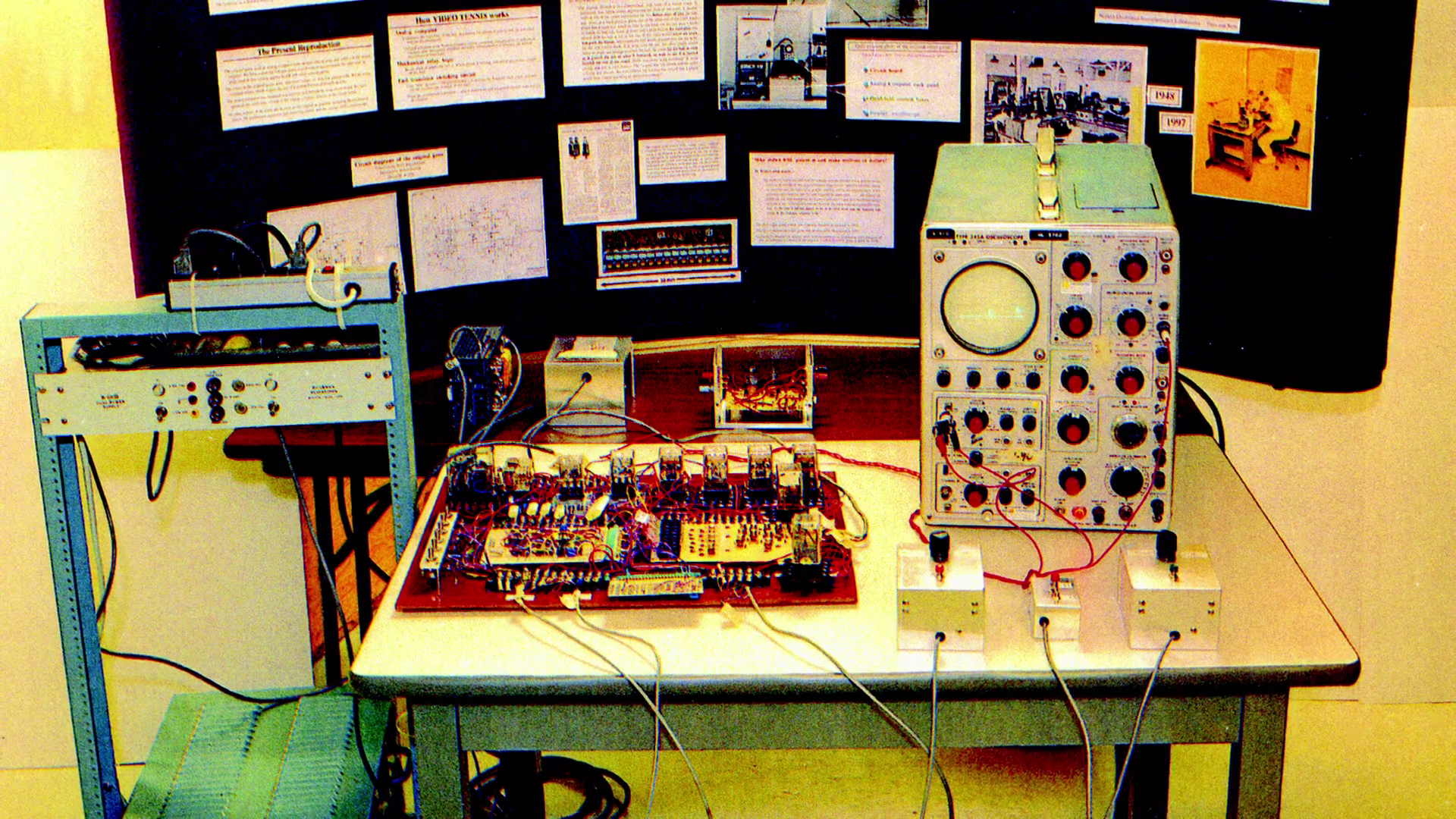
1997年的《雙人網球》重製版

1997年，為了慶祝布魯克黑文國家實驗室成立50週年，實驗室一支團隊重新製作了這款遊戲。由於零件很難入手，團隊耗時三個月才完成組裝。它還在2008年原版遊戲誕生50週年慶典上展出。複製品連接的模擬計數機採用固態運算放大器，而非原本的真空管；2010年，實驗室以修復後的唐納3400型模擬計數機取代前者。2011年，石溪大学創立了「威廉·希金伯泰遊戲研究收藏品」（William A. Higinbotham Game Studies Collection），致力記錄以屏幕為基礎的遊戲媒體物質文化，並把記錄了早期遊戲創新者和布魯克黑文國家實驗室科學家威廉·希金伯泰（亦是首個互動模擬計數機遊戲的發明者）的歷史和工作的文本、瑣事、器物予以收集和保存。
根據某些定義，《雙人網球》可能是世上首款電子遊戲。但是，一些早期遊戲亦被認為是此頭銜的有力競爭者，包括：阴极射线管娱乐装置（1947年），它是已知最早的互動電子類遊戲，但未有在計算裝置上運行；《大脑伯蒂》（1950年），它是已知最早在電腦上運行的遊戲，但只使用燈泡作為输出设备；《OXO》（1952年）和電腦學家克里斯托弗·斯特雷奇於同年開發的模擬西洋跳棋遊戲，它們均是最早在電子屏幕上顯示視覺效果的數位電腦遊戲。雖然《雙人網球》在遊戲設計或技術開發方面沒有創新，但它是款以娛樂為中心的遊戲，並非為了學術項目或技術展示目的而製成。因此，除卻未有在計算裝置上運行的陰極射線管娛樂裝置，在哲學角度來說《雙人網球》便是首款電子遊戲，並且在早期電子遊戲史上留下濃墨重彩的一筆。

## 備註
1. ↑  译名取自《电子游戏概论》（2009年）[1]、《数字游戏设计史》（2021年）[2]、《圖解電子遊戲史 增訂版》（2004年）[3]。
2. ↑  石溪大學有關「《雙人網球》是首個互動模擬計數機遊戲」的言論可能正確，這取決於它使用哪個「遊戲」詞義，但只是由於「模擬計數機」這個限制條件。一些早期遊戲，例如《大腦伯蒂》（1950年）和《OXO》（1952年），均以真空管電腦開發。再往前數，在模擬計數機上運行的遊戲便是戰爭模擬類作品《Hutspiel》，由運籌辦公室（英语：Operations Research Office）於1955年製作，但所使用的模擬計數機「固特異電子微分分析儀」（Goodyear Electronic Differential Analyzer）沒有顯示器，未知它是運行遊戲或僅用於運行請求的計算。[16]

## 外部連結
- 《雙人網球》的視訊 （英語）
- 模擬《雙人網球》 （英語）